# Nassarius conoidalis
Nassarius conoidalis is een slakkensoort uit de familie van de Nassariidae. De wetenschappelijke naam van de soort is voor het eerst geldig gepubliceerd in 1832 door Deshayes in Belanger.